# Gasteracantha diadesmia
Gasteracantha diadesmia là một loài nhện trong họ Araneidae.
Loài này thuộc chi Gasteracantha. Gasteracantha diadesmia được Tord Tamerlan Teodor Thorell miêu tả năm 1887.